# ائتلاف کارگران ایموکالی

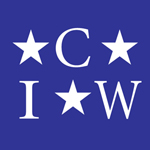
لوگو CIW

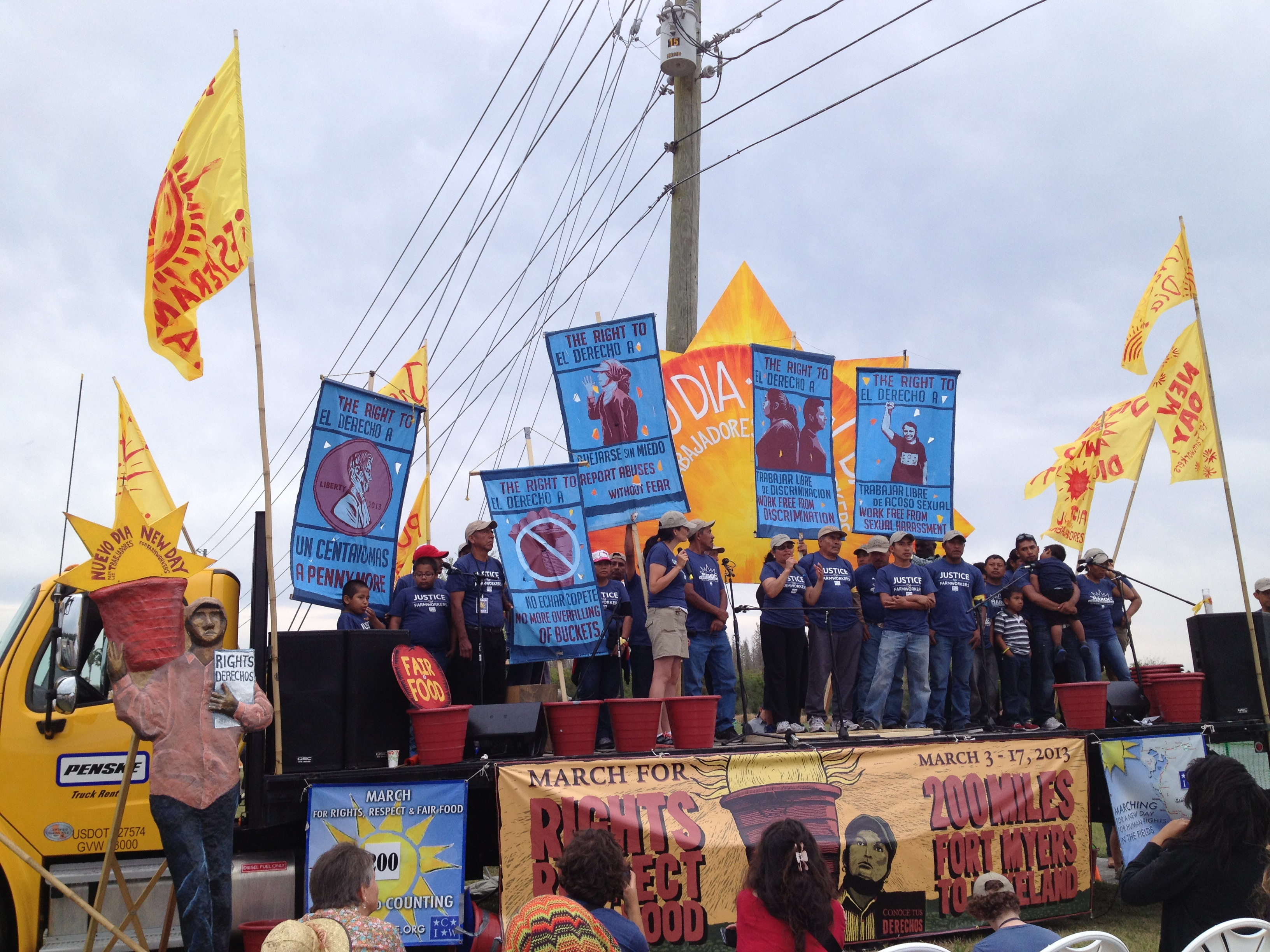
تظاهرات کارگران کشاورزی سازماندهی شده توسط ائتلاف کارگران ایموکالی

ائتلاف کارگران ایموکالی (انگلیسی: Coalition of Immokalee Workers) یک سازمان حقوق بشری کارگران است که به لحاظ بین‌المللی در زمینه مسئولیت اجتماعی، قاچاق انسان و تبعیض جنسیتی شناخته شده‌است. این سازمان از سال ۱۹۹۳ در یک بنیاد کشاورزان فعالیتش را آغاز کرد.